# ICBS Salonicco BC
Il ICBS Salonicco BC è una società cestistica avente sede a Salonicco, in Grecia. Fondata nel 1993, gioca nel campionato greco.
Disputa le partite interne nell'ICBS Forum, che ha una capacità di 1.600 spettatori.